# MS Sovereign
O MS Sovereign foi um navio de cruzeiros que foi operado pela Royal Caribbean International sob o nome de MS Sovereign of the Seas até 29 de março de 2010, quando foi transferido para a Pullmantur Cruises., após pouco mais de 10 anos em serviço para a Pullmantur, que enfrentou problemas judiciais devido a pandemia da Covid-19, foi encalhado em julho de 2020 em Aliaga para ser desmanchado junto com o navio Monarch.